# 무안 방씨
무안 방씨(務安邦氏)는 전라남도 무안군을 본관으로 하는 한국의 성씨이다.

## 기원
방(邦)씨는 중국 대군(代郡 : 산서성(山西省) 안문도 대현(鴈門道代縣)의 진나라 때 이름)에서 계출(系出)된 성씨이다. 명나라 당왕(唐王) 때 진강(鎭江) 출신인 방포(邦苞)의 후손이 조선에 귀화하여 세계를 이어온 것으로 알려져 있다.

## 역사
무안 방씨(務安邦氏)는 부사과(副司果) 방필원(邦弼元)의 아들 방준상(邦俊相, 1709년생)이 전력부위(展力副尉)로서 1750년(조선 영조 26년) 식년시(式年試) 무과에 병과(丙科)로 급제하였다. 방준상의 형인 방유언(邦有彦)은 1755년(영조 31년) 정3품 충사위장(忠壯衛將)에 올랐다.

## 인물
근대 인물로는 기독교 장로회 최초의 7인 목사 중 한 사람인 방기창(邦基昌, 1851년 ~ 1911년)이 있다.